# Anqiu
Anqiu is een stad en arrondissement in de provincie Shandong van China en is ongeveer 30 km zuidelijk gelegen van de stadsprefectuur Weifang. Anqiu telt samen met 30 plaatsen die administratief bij de stad horen meer dan 1 miljoen inwoners. 